# Vinodol
Vinodol är en ort i ett kustområde med samma namn i norra Kroatien, där kustområdet sträcker sig mellan städerna Novi Vinodolski och Križišće. Vinodol är en del av regionen Primorje och omfattar förutom ovan nämnda orter även Drivenik, Tribalj, Grižane och Bribir. 

## Se även

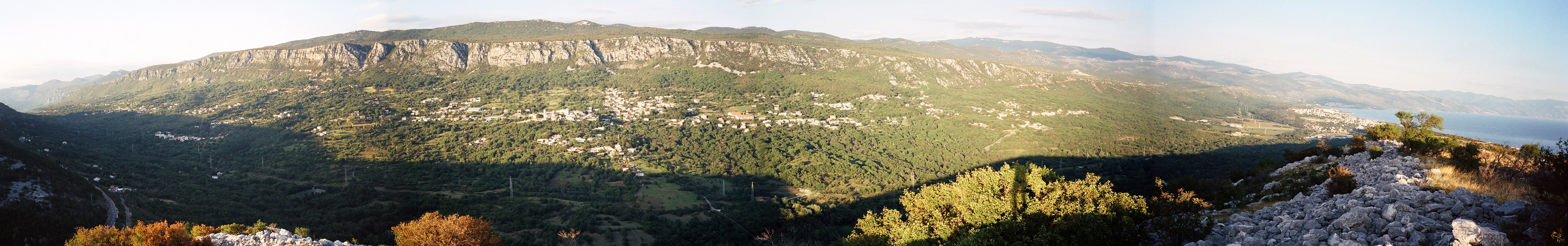
Panoramabild över Vinodol.